# Hospital San Juan de Dios (Santiago de Chile)
El hospital San Juan de Dios es un recinto sanitario que se encuentra en la ciudad de Santiago, Chile y es parte de la Red de Salud Metropolitana Occidente, por lo cual recibe a pacientes de las comunas de Santiago, Quinta Normal, Lo Prado, Renca, Cerro Navia y Pudahuel en la capital. También corresponden a su área la Provincia de Melipilla, con las comunas de Melipilla, Alhué, Curacaví, María Pinto y San Pedro; y la Provincia de Talagante, con las comunas de Isla de Maipo, El Monte, Padre Hurtado, Peñaflor y Talagante. Fundado en 1552, es el primer hospital de Chile y uno de los más antiguos de Sudamérica.
El complejo lo componen la Torre Hospitalaria, el Centro Diagnóstico y Terapéutico (CDT) Prof. Dr. Rodolfo Armas Cruz, la Ex Posta 3 y el Centro de Diabetes y Nutrición Helen Lee Lassen.

## Historia
El Hospital San Juan de Dios - CDT fue creado poco después de la fundación de Santiago, siendo el primer hospital de la ciudad y del territorio chileno. No hay claridad con respecto a la fecha exacta de su fundación, pero se considera que inició sus funciones el 3 de octubre de 1552, al final del gobierno de Pedro de Valdivia, bajo el nombre de Hospital de Nuestra Señora del Socorro. Ubicado originalmente en Alameda, al oriente de la Iglesia de San Francisco.
En 1617 su administración estuvo a cargo de la Orden Hospitalaria de San Juan de Dios. Durante toda la época colonial chilena y hasta la actualidad este hospital ha tenido un importante rol en la sociedad santiaguina.
Desde el año 1863 el Hospital San Juan de Dios - CDT es considerado como Hospital Docente, siendo campo clínico para la enseñanza de la Medicina.
Luego de su demolición en 1944, el Hospital San Juan de Dios - CDT se reubicó, reedificó y reinauguró el 1 de mayo de 1954, reabriendo sus puertas a la comunidad. El edificio se encuentra ubicado en la Avenida Matucana.
Hitos
- En marzo de 1800 se inaugura el nuevo edificio del hospital San Juan de Dios.
- 1954 El expresidente de la República Carlos Ibáñez del Campo inaugura la Torre Hospitalaria del Hospital San Juan de Dios - CDT.
- 1965 El edificio 'Helen Lee Lassen' abrió sus puertas para atender pacientes diabéticos.
- 2002 Se inaugura el Centro Diagnóstico Terapéutico (CDT) Profesor Dr. Rodolfo Armas Cruz lo cual marca el cambio del modelo de atención centrado en la atención de pacientes hospitalizados, hacía una atención de salud con acción predominante ambulatoria, favoreciendo el arraigo familiar, laboral y social de las personas.
- 2004 Se traslada la Unidad de Urgencia al Centro Diagnóstico Terapéutico (CDT). Ese mismo año se inicia el funcionamiento de la Unidad de Cirugía Ambulatoria, también se inaugura la remodelación de la Unidad de Cuidados Intensivos.
- 2005 Se remodela la Unidad de Intermedio del Servicio de Medicina.
- 2006 Se inaugura la nueva entrada de la Torre Hospitalaria del Hospital San Juan de Dios - CDT, con Sala de Espera y baños para usuarios.
- 2007 Se inaugura la nueva Unidad Coronaria. Ese año también se remodela las dependencias de Neonantología, además se construyen nuevas salas de partos personalizados en el Servicio de Obstetricia y Ginecología del Hospital San Juan de Dios - CDT.
- 2008 Se remodela la Unidad de Cuidados Intensivos Quirúrgicos.
- 2011 Se inaugura la remodelación del antiguo edificio de la Ex Posta 3, la cual posee 45 camas básicas para los pacientes post-operados y de pre-alta.

## Especialidades
Unidad de Urgencia
Atención Ambulatoria
La Atención Ambulatoria del Hospital San Juan de Dios - CDT, se entrega en el Centro de Diagnóstico y Tratamiento (CDT) Prof. Dr. Rodolfo Armas Cruz.
Hablamos de Atención Pediátrica cuando los pacientes tienen entre 0 y 14 años 11 meses. Y de adulto a pacientes mayores de 15 años.
Las especialidades que se pueden encontrar en el edificio CDT son:
Medicina Adulto
- Otorrinolaringología
- Oftalmología
- Dermatología
- Odontología
- Gastroenterología
- Medicina Física y Rehabilitación
- Neurología
- Broncopulmonar
- Medicina Interna
- Cardiología
- Endocrinología
- Nefrología
- Cirugía Digestiva
- Cirugía Vascular
- Hematología
- Infectología
- Ginecología
- Oncología
- Urología
- Diálisis

Medicina Infantil
- Medicina Infantil Cardiología
- Bronco-pulmonar
- Endocrinología
- Pediatría
- Hemato-oncología
- Cirugía
- Nefrología
- Neuropsiquiatría Infantil
- Nutrición

Atención Hospitalizados
La Atención de Hospitalizados se encuentra en la Torre Hospitalaria del Hospital San Juan de Dios - CDT, ubicada en Huérfanos N.º 3255.
En la Torre Hospitalaria  del Hospital San Juan de Dios - CDT existen las siguientes especialidades:
- Paciente Crítico

1. Unidad de Coronaria
2. Unidad de Cuidados Intensivos (UCI)
3. Unidad de Cuidados Intermedios Quirúrgicos (UCIQ)
4. Unidad de Cuidados Intermedios.

- Pediatría

1. Neonatología
2. Cirugía infantil
3. Pediatría

- Médico-Quirúrgico

1. Inmuno-deprimidos
2. Medicina/Diabetes
3. Anestesia
4. Cirugía
5. Urología
6. ORL-OFT

- Atención de la Mujer

1. Ginecología
2. Obstetricia
3. Patología Mamaria

## Ubicación

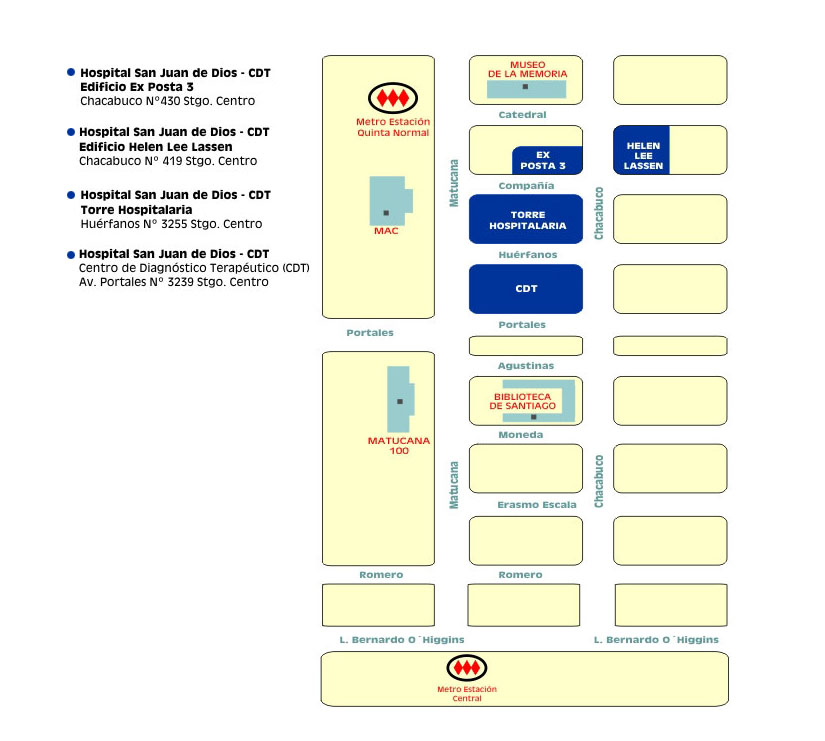
Ubicación del Hospital San Juan de Dios